# Collin Peterson

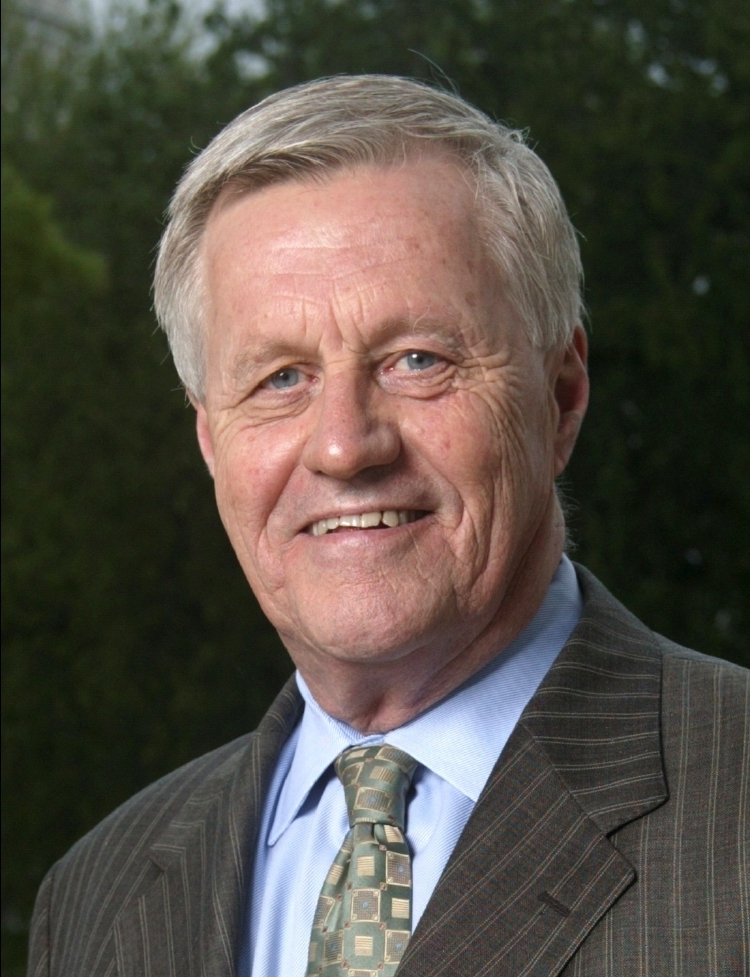
Collin Peterson

Collin Clark Peterson (* 29. Juni 1944 in Fargo, North Dakota) ist ein amerikanischer Politiker der Demokratischen Partei. Er war von 1991 bis 2021 Mitglied des US-Repräsentantenhauses und vertrat dort den 7. Kongresswahlbezirk des Bundesstaates Minnesota. Er galt als einer der konservativsten Demokraten im Kongress der Vereinigten Staaten.

## Familie, Ausbildung und Beruf
Collin Peterson ist der Sohn von Lauren Peterson und Della Askegaard, die 1943 heirateten und Collin und seine sieben Schwestern auf einer Farm in der Nähe von Baker (Minnesota) im zentralen Westen des Bundesstaates aufzogen. Der Vater war ehrenamtlich in der Lokalpolitik engagiert; die Streichung der von Präsident Truman eingeführten Subventionen für Farmer durch Präsident Dwight D. Eisenhower sorgte dafür, dass die Familie sich von den Republikanern ab- und den Demokraten zuwendete. Collin Peterson studierte ab 1962 an der Moorhead State University Buchhaltung und Betriebswirtschaft und erwarb dort 1966 den Bachelorgrad. Von 1963 bis 1969 war er Staff Sergeant in der National Guard North Dakotas und arbeitete von 1968 bis 1990 als selbstständiger Certified Public Accountant in Detroit Lakes, Minnesota.
Peterson ist geschieden und hat drei Söhne. Der Lutheraner lebt in Detroit Lakes. Zeitweilig unterhielt er eine Beziehung zur republikanischen Politikerin Katherine Harris, die in ihrer Rolle als Secretary of State Floridas nach der Präsidentschaftswahl 2000 unter starker Kritik der Demokraten George W. Bush zum Wahlsieger erklärte.
Als Sänger und Gitarrist im Country-Rock tritt Peterson zuweilen auf, auch mit Politikern der Republikaner. Er hat eine Pilotenlizenz.

## Politische Laufbahn
Für die Democratic-Farmer-Labor Party (der lokale Ableger der Demokraten) saß er in den Jahren 1977 bis 1983 im Senat von Minnesota. Er wurde 1976 im nordwestlichen 10. Wahlbezirk des Senats gegen den Republikaner Frank H. DeGroat gewählt und 1982 wiedergewählt.
Bei der Wahl 1984 bewarb sich Peterson erstmals für die Demokraten im 7. Kongresswahlbezirk Minnesotas für das Repräsentantenhaus der Vereinigten Staaten. Er unterlag mit 43 Prozent dem langjährigen Mandatsinhaber Arlan Stangeland von den Republikanern und scheiterte auch bei der Wahl 1986 mit 121 Stimmen Unterschied an Stangeland. Bei der Wahl 1988 unterlag Peterson in der Vorwahl der Demokraten dem Landwirt Marv Hanson, der wiederum in der Hauptwahl unterlag. Peterson gelang es jedoch, die Vorwahl zur Wahl 1990 zu gewinnen und setzte sich im November 1990 gegen Stangeland durch. Seit dem 3. Januar 1991 gehört Peterson dem US-Repräsentantenhaus an. Peterson vertritt den 7. und flächengrößten Kongresswahlbezirk Minnesotas, der dessen ländlichen Westen umfasst und auf Bundesstaatsebene zu den Republikanern tendiert. Er wurde stets wiedergewählt, allerdings 1992 und 1994 knapp mit einem bzw. zwei Prozentpunkten Vorsprung, danach meist mit deutlich größerem Abstand.
Die bundesweiten Wahlkampforganisationen der Republikaner haben seinen Sitz immer wieder zum wichtigen Wahlkampfziel erklärt und investierten zuletzt fast 5 Millionen Dollar bei der Wahl 2014, bei der Peterson mit neun Prozentpunkten Abstand gewann. Seitdem haben die republikanischen Herausforderer Petersons keine Mittel von der Bundespartei mehr erhalten. Zuletzt setzte sich Peterson bei der Wahl 2016 knapper mit 52,5 Prozent der Stimmen und fünf Prozentpunkten Abstand durch, während der republikanische Präsidentschaftskandidat Donald Trump zeitgleich den Bezirk mit 30 Prozentpunkten Abstand gewann. Bei der Präsidentschaftswahl unterstützte Peterson keinen der beiden Kandidaten der großen Parteien und hatte sich in der Vorwahl für Bernie Sanders eingesetzt. Peterson ist derzeit Mitglied im 115. Kongress, der am 3. Januar 2019 endet, und führt klar in den Umfragen für die Wahl 2018.
Peterson war von Januar 2019 bis zu seinem Ausscheiden aus dem Kongress Vorsitzender des Landwirtschaftsausschusses im Repräsentantenhaus, was er bereits von 2007 bis 2011 gewesen war. Auch zwischenzeitlich, als die Republikaner die Mehrheit und damit den Ausschussvorsitz stellten, war er als Ranking Member ranghöchstes Mitglied der Demokraten. Dabei pflegt er eine gute Arbeitsbeziehung zur weiter links stehenden Fraktionsvorsitzenden Nancy Pelosi. Zuvor gehörte er dem Oversight and Government Reform Committee und dem Veterans’ Affairs Committee an.
Vor der Wahl 2000 war Peterson interessiert an einer Kandidatur für den Senat der Vereinigten Staaten gegen den republikanischen Mandatsinhaber Rod Grams, verzichtete aber, und war im Gespräch als Minister für Bodenschätze in der Regierung des Gouverneurs Jesse Ventura. Nach der Präsidentschaftswahl 2016 bot ein Emissär des gewählten Präsidenten Donald Trump Peterson einen Botschafterposten an.
Bei der Wahl 2020 unterlag Peterson der republikanischen Kandidatin Michelle Fischbach mit 39,9 zu 53,4 Prozent der Stimmen (die restlichen Stimmen gingen an zwei weitere Bewerber). Er schied somit nach 30 Jahren aus dem Kongress aus.

## Positionen
Peterson gehört zu den Gründungsmitgliedern der Blue Dog Coalition, eines Zusammenschlusses moderat konservativer Demokraten im Kongress. Er gilt als der konservativste demokratische Abgeordnete im Repräsentantenhaus, dessen Wahlkreis eine stark konservative Wählerstruktur hat; sein langjähriger Vorgänger war Republikaner. Peterson tritt gegen Abtreibung, Stammzellforschung, Sterbehilfe und schärfere Waffengesetze ein, ist Befürworter der Todesstrafe und des Flag Desecration Amendment. Lediglich in der Wirtschaftspolitik neigt Peterson eher dem liberalen Flügel seiner Partei zu, setzt sich aber im Sinne des Protektionismus gegen Freihandelsabkommen wie NAFTA ein. Als passionierter Jäger setzt sich Peterson für Themen des Arten- und Umweltschutzes ein.
1998 schlug Peterson einen Verfassungszusatz vor, den Einwohnern der dünn besiedelten Northwest Angle Minnesotas die Abstimmung darüber zu erlauben, ob sie fortan der kanadischen Provinz Manitoba angehören wollen – was eine Sezession wäre, da dieser Teil des Bundesstaates aus den Vereinigten Staaten ausscheiden würde. Bisher wurden, auch aufgrund der geringen Bedeutung der Angelegenheit (die Einwohnerschaft der Region liegt bei unter 200 Personen), keine weitergehenden Schritte unternommen.
Als Repräsentant eines landwirtschaftlich geprägten Wahlkreises setzt sich Peterson primär für Themen aus dem Agrarbereich ein. Hierzu zählen Investitionsprogramme, Subventionen und die Förderung von Biodiesel und Ethanol. Er zählte zu den lediglich elf demokratischen Abgeordneten, die zusammen mit den Republikanern gegen den American Recovery and Reinvestment Act (Investitionsprogramm nach der Weltwirtschaftskrise) von Präsident Barack Obama stimmten. Peterson lehnte auch die Gesundheitsreform Obamacare ab und stimmte mit Präsident Obama im Kongress insgesamt in 46 Prozent der Abstimmungen überein, während er in Donald Trumps Präsidentschaft bis Herbst 2018 in 69 Prozent der Fälle mit dem republikanischen Präsidenten stimmte.